# Kei Kamara
Kei Ansu Kamara (Kenema, 1 september 1984) is een Sierra Leoons voetballer die bij voorkeur als aanvaller speelt. In 2014 verruilde hij Middlesbrough voor Columbus Crew uit de Major League Soccer.

## Clubcarrière
Kamara werd als negende gekozen in de MLS SuperDraft 2006 door Columbus Crew. Hij speelde er twee seizoenen en maakte in zesendertig competitiewedstrijden vijf doelpunten. Voor aanvang van het seizoen in 2008 werd Kamara naar San Jose Earthquakes gestuurd inruil voor Brian Carroll. Hij speelde er in totaal in twaalf competitiewedstrijden en maakte twee doelpunten. Op 24 juli 2008 vertrok Kamara naar Houston Dynamo. Op 30 september 2008 maakte hij voor Houston twee doelpunten tegen het Mexicaanse Pumas in de CONCACAF Champions League. Op 15 september 2009 werd hij naar Sporting Kansas City gestuurd inruil voor Abe Thompson. Bij Kansas City werd hij een belangrijke speler. Zijn beste seizoen kende hij er in 2012. Hij speelde toen in drieëndertig competitiewedstrijden, waarvan eenendertig in de basis, en maakte elf doelpunten. Daarnaast gaf hij ook nog eens acht assists.
Op 30 januari 2013 werd bekendgemaakt dat Kamara verhuurd zou worden aan Norwich City. Hij maakte zijn debuut op 9 februari 2013 tegen Fulham. Hij maakte zijn eerste doelpunt voor de club op 23 februari 2013 tegen Everton. Aan het einde van de huurperiode nam Norwich Kamara niet definitief over. Kamara vond echter al snel wél een permanent verblijf in Engeland. Hij tekende op 2 september 2013 bij Middlesbrough, dan actief in de Championship. Hij maakte zijn debuut op 14 september 2013 tegen Ipswich Town. Op 17 september 2013 kreeg Kamara tegen Nottingham Forest zijn eerste basisplaats en maakte hij zijn eerste doelpunt. Vier dagen later maakte hij tegen Bournemouth zijn tweede doelpunt voor de club. Op 28 augustus 2014 werd bekendgemaakt dat Kamara de club zou verlaten.
Op 7 oktober 2014 keerde Kamara terug in de Major League Soccer door bij Columbus Crew te tekenen. Op 15 maart 2015 maakte hij tegen Toronto FC zijn eerste doelpunt. In het seizoen 2014/15 scoorde hij maar liefst 31 keer en maakte 8 assists. Hij was een belangrijk aandeel in het verkrijgen van de finale plek in de MLS cup tegen de Portland Timbers.

## Interlandcarrière
Kamara maakte zijn debuut in het Sierra Leoons voetbalelftal op 5 september 2010 tegen Egypte. Hij maakte zijn eerste twee doelpunten voor het nationale elftal op 16 juni 2012 tegen Sao Tomé en Principe.